# Otello (opera Giuseppe Verdiego)
Otello – opera seria Giuseppe Verdiego z 1887 roku.

## Historia utworu
Otrzymując libretto Otella Verdi wiedział, że ma do czynienia z dziełem doskonałym, nie tylko ze względu na pierwowzór, ale również wkład bardzo cenionego librecisty Arriga Boita (sławne Credo Jagona wyszło właśnie spod pióra Boito i próżno go szukać w oryginale u Szekspira). Dodatkowo był pod presją własnych osiągnięć, miał już siedemdziesiąt lat, a nie chciał, by publiczność uznała, że po Aidzie nie może napisać już nic lepszego. Tworzył od 1884 do 1886 roku, najpierw nadając nowemu dziełu tytuł Jago, ostatecznie jednak wrócił do tytułu Szekspira. Otello Na początku 1887 r. rozpoczęły się próby w mediolańskiej La Scali. Dekoracje zaprojektował malarz Ferraio, wzorując się na obrazach Carpaccia i Belliniego, Edel pracował nad kostiumami z epoki. Premiera, na którą przybyli znawcy opery, śpiewacy, dyrektorzy teatrów z całej Europy, odbyła się 5 lutego 1887 r. w Mediolanie. Operą dyrygował Franco Faccio, śpiewali: Francesco Tamagno (Otello), Romilda Pantaleoni (Desdemona), Victor Maurel (Jago); warto zaznaczyć udział w orkiestrze młodego wówczas wiolonczelisty Artura Toscaniniego. To był kolejny sukces Verdiego, zgotowano mu wielką owację, która powtórzyła się w Wenecji, potem w wielu innych krajach, a przede wszystkim w ojczyźnie Szekspira.

## Osoby
- Otello – Maur, głównodowodzący weneckiej floty, zwierzchnik Cypru – tenor
- Jago – chorąży – baryton
- Desdemona – żona Otella – sopran
- Emilia – żona Jagona – mezzosopran
- Cassio – kapitan  – tenor
- Rodrigo – wenecki szlachcic – tenor
- Lodovico – poseł republiki weneckiej – bas
- Montano – Poprzedni gubernator Cypru – bas
- Żołnierze, marynarze, szlachta, lud

## Treść
Akcja toczy się na Cyprze w końcu XV wieku.

### Akt I
Na placu przed zamkiem gubernatora Cypru gromadzą się ludzie zaniepokojeni zmaganiami z potężnymi falami powracających z wojny okrętów dowodzonych przez weneckiego generała Otella. Tylko jeden z żołnierzy, chorąży Jago, nie życzy statkom pomyślnego powrotu do portu. Ma żal do generała, że nie otrzymał jeszcze awansu, który dawno już mu się należy, pragnie śmierci dowódcy i jego ulubionego adiutanta Cassia. Tymczasem tłum wiwatuje, bo okrętom szczęśliwie udało się uratować i obwieścić wszystkim swoje zwycięstwo nad flotą turecką. Jago postanawia przekonać pewnego wenecjanina do swojego planu pozbycia się Otella i jego adiutanta. Rodrigo, który kocha Desdemonę, żonę generała, zgadza się. Jago upija Cassia, a potem wywołuje konflikt między nim a Rodrigiem. Walczących żołnierzy rozdziela Otello i niezadowolony z postawy swojego adiutanta, degraduje go. Nadchodzi Desdemona i czule wita męża.

### Akt II
W pałacu gubernatora spotykają się Cassio i Jago. Ten ostatni doradza zdegradowanemu oficerowi, by poprosił o wstawiennictwo u generała jego żonę Desdemonę. Casio opuszcza salę, do której przychodzi wkrótce Otello. Zanim to jednak nastąpi, Jago w samotności skarży się na swój los i pokazuje swoją nienawiść do całego świata. Generałowi mówi, że Desdemona nie jest wzorową małżonką. Rozmowę przerywa chór Cypryjczyków witający przybyłą generałową, a gdy ta prosi o darowanie winy adiutantowi, prostoduszny Maur zaczyna nabierać podejrzeń. Jest niegrzeczny wobec żony, gwałtownie odrzuca chusteczkę, którą żona chce przyłożyć mu do głowy. Nie wie, że podniesiona przez Emilię, żonę Jagona, trafi do rąk mściwego chorążego. Gdy Jago i Otello zostają sami, generał żąda dowodów zdrady swojej żony. Wówczas Jago kłamie, że Desdemona jest kochanką Cassia i pokazuje chusteczkę, zabraną rzekomo oficerowi. Zraniony Otello pragnie już teraz tylko zemsty.

### Akt III
Jago bezustannie podsyca zazdrość Otella, który coraz bardziej rani swoją żonę obelgami. Desdemona jest bardzo nieszczęśliwa, nie rozumie co naprawdę się wydarzyło. W końcu Otello nabiera pewności, że jest zdradzany, kiedy słyszy rozmowę Jagona z Cassiem. Zdegradowany oficer opowiada o spotkaniu z Bianką, ale nie wymienia imienia swojej kochanki, jednak tego już Otello nie potrzebuje, wystarczy mu za dowód nieszczęsna chusteczka. Otello zachowuje się coraz okrutniej, nie powstrzymuje go obecność gości ani nawet posła weneckiego, Lodovica, przybyłego z rozkazem powrotu generała do Wenecji i uderza Desdemonę.

### Akt IV
Sypialnia Desdemony. Emilia przynosi swojej pani suknię ślubną, w którą żona generała ma być ubrana, jeśli spełnią się jej najgorsze przeczucia. Gdy służąca wychodzi Desdemona śpiewa starą pieśń, modli się i udaje się na spoczynek. Do sypialni wchodzi Otello, budzi żonę i oznajmia jej co postanowił. Mają zginąć oboje, ona i jej kochanek Cassio. Błagania, tłumaczenia i łzy niewinnej Desdemony na nic się nie zdają. Otello dusi żonę. Wbiega Emilia i zawiadamia o śmierci Rodryga, weneckiego szlachcica; to Cassio jest winy tej śmierci. W ostatniej chwili życia Desdemona wyznaje, że sama się zabiła, ale Otello przyznaje się do zbrodni. W obecności Lodovica i Cassia, nieszczęsny słucha opowieści Emilii, zdradzającej intrygę Jagona, po czym całuje martwą Desdemonę i przebija się mieczem.